# Magnat-l’Étrange
Magnat-l’Etrange ist eine Gemeinde im Zentralmassiv in Frankreich. Sie gehört zur Region Nouvelle-Aquitaine, zum Département Creuse, zum Arrondissement Aubusson und zum Kanton Auzances. Sie grenzt im Westen an Poussanges, im Norden an Saint-Georges-Nigremont, im Osten an Saint-Agnant-près-Crocq, im Südosten an Malleret, im Süden an Beissat und La Courtine und im Südwesten an Clairavaux.
Magnat-l’Étrange ist ein Mitglied des Regionalen Naturparks Millevaches en Limousin.

## Bevölkerungsentwicklung
| Jahr      | 1962 | 1968 | 1975 | 1982 | 1990 | 1999 | 2008 | 2013 |
| --------- | ---- | ---- | ---- | ---- | ---- | ---- | ---- | ---- |
| Einwohner | 460  | 462  | 384  | 318  | 245  | 212  | 229  | 221  |

## Sehenswürdigkeiten
- Château du Bost
- Kirche Sainte-Vierge, Monument historique

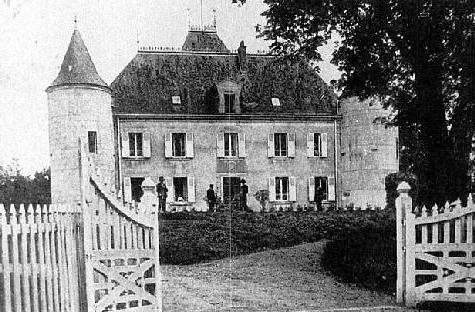
Château du Bost